# The Saboteur
The Saboteur est un jeu vidéo d'action-aventure GTA-like développé par Pandemic Studios pour Electronic Arts. Il sort en Occident en décembre 2009 sur Windows, PlayStation 3 et Xbox 360.
Ce jeu d'action à la troisième personne situé dans la Seconde Guerre mondiale permet au joueur d'évoluer dans Paris. Le héros, Sean Devlin, un mécanicien et pilote irlandais, se bat aux côtés de la Résistance française contre les nazis.
Il s'agit du dernier jeu vidéo développé par Pandemic Studios avant que le studio ne soit fermé.

## Scénario
À la suite d'une course automobile qui a mal tourné, le héros, un Irlandais nommé Sean Devlin, va devoir affronter Kurt Dierker, un officier SS de haut rang responsable de l'occupation de Paris et de la mort de son meilleur ami, Jules. Pour cela, il sera aidé par la Résistance française et les SOE anglais dont Skylar Sinclair, qui ne laisse pas Sean indifférent.
À partir de sa planque à Pigalle, le cabaret Le Belle de Nuit, Sean Devlin va effectuer différentes missions pour libérer la capitale de ses occupants et se venger de Dierker au travers de nombreux assassinats, filatures et intrusions, cambriolages, sabotages (bases, ponts, véhicules…) et courses automobiles.

## Voix françaises
- Boris Rehlinger : Sean Devlin
- Antoine Tomé : Luc
- José Luccioni : Vittore
- Olivier Destrez : Bryman
- Patrick Préjean : Général Eckhardt
- Jean-Claude Donda : Père Denis
- Benoît Allemane : Duval Mingo et voix additionnelles
- Benjamin Bollen : voix additionnelles
- Jérôme Berthoud : voix additionnelles
- Barbara Delsol : voix additionnelles
- Véronique Desmadryl : voix additionnelles

## Système de jeu
En plus des missions principales, Sean peut effectuer de nombreuses missions libres consistant en partie à faire exploser les installations nazies dans la France : miradors, stations d'essence, radars, etc.
Plusieurs bonus sont débloquables par des actions de jeu particulières afin d'augmenter les capacités ou l'arsenal de Sean.
À la manière de GTA ou de Saints Row, Sean peut récupérer des véhicules et les ramener dans des garages de la Résistance afin d'en disposer à tout moment. Aussi, lorsqu'il le souhaite, Sean peut faire appel à une voiture de fuite amenée par un chauffeur ou à un coup de main de la part de maquisards armés.
Les armes et les explosifs sont négociables aux marchés noirs proches de chaque planque, en échange de biens de contrebande gagnés par Sean lors de ses missions.
Dans The Saboteur, le joueur est invité à explorer Paris en escaladant les murs et en grimpant sur les toits. Au début, l'environnement est sombre, en noir et blanc. Au fur et à mesure que le héros combat les nazis, Paris et ses environs reprennent des couleurs. La carte comprend Paris ainsi que les principales zones d'occupation allemande, chacune séparée par des barrages de soldats : Le Havre, la Bourgogne, la Picardie, La Normandie, le Centre, la Champagne-Ardenne, et la Lorraine. Le joueur a également la possibilité d'explorer une petite partie de l'Allemagne nazie : la ville de Sarrebruck et un complexe militaire hautement surveillé appelé "Dopplesieg".

## Développement
Pour créer le héros, Sean Devlin, les développeurs se sont inspirés de la vie de William Grover-Williams, pilote de course et agent secret. Pour la personnalité de Sean Devlin, l'équipe de développement a également pensé à des personnages de fiction comme Indiana Jones ou John McClane.
Dans The Saboteur, la géographie de Paris est assez fantaisiste. Les développeurs ont pris des libertés avec la localisation des lieux. On y retrouve néanmoins les principaux monuments de la capitale comme la tour Eiffel, l'Arc de triomphe de l'Étoile ou la basilique du Sacré-Cœur de Montmartre. En province, on trouve notamment l'Ossuaire de Verdun en Lorraine.
Le studio Pandemic Studios a fermé ses portes le 1er décembre 2009, à peine une semaine avant la sortie de The Saboteur. Cependant, le studio avait cessé de développer trois mois auparavant, car Electronic Arts avait annoncé que EA Los Angeles (avec le soutien de studios comme EA Tiburon et EA London) s'occupe de son passage en version gold. Néanmoins les quelques bugs et une forteresse impénétrable (ayant pourtant des soldats et des installations nazies à l'intérieur) ressemblant au château du Haut-Koenigsbourg témoignent de son bouclage prématuré.